# Henning Jessen
Henning Jessen (* 1976) ist ein deutscher Jurist.

## Leben
Von 1996 bis 2002 studierte Rechtswissenschaften in Kiel und Kopenhagen. Von 2003 bis 2004 absolvierte er ein LL.M.-Studium an der Tulane Law School. 2005/2006 erwarb er die Promotion an der Martin-Luther-Universität Halle-Wittenberg. Von 2006 bis 2008 war er Rechtsanwalt in Berlin. Von 2008 bis 2012 lehrte er als Professor für Transport- und Seerecht an der Hochschule Bremen. Von 2012 bis 2018 war er Juniorprofessor am Institut für Seerecht und Seehandelsrecht an der Universität Hamburg. Seit Oktober 2016 ist er Professor an der World Maritime University.

## Schriften (Auswahl)
- Zollpräferenzen für Entwicklungsländer: WTO-rechtliche Anforderungen an Selektivität und Konditionalität : die GSP-Entscheidung des WTO panel und Appellate Body. Halle an der Saale 2004, ISBN 3-86010-730-5.
- WTO-Recht und „Entwicklungsländer“. „Special and differential treatment for developing countries“ im multidimensionalen Wandel des Wirtschaftsvölkerrechts. Berlin 2006, ISBN 3-8305-1183-3.
- als Herausgeber mit Michael Jürgen Werner: EU Maritime Transport Law. München 2015, ISBN 3-8487-1312-8.